# Сухе (Ленінградська область)
Сухе́ (рос. Сухое) — село в Кіровському районі Ленінградської області, Росія.
Сухе — центр сільської ради, до якої також входять такі села:
- Бор
- Вистав
- Гавсар
- Гулково
- Кобона
- Колосар
- Лаврово
- Леднєво
- Лемасар
- Мітола
- Мостова
- Низово
- Остров
- Руч'ї
- Сандела
- Чорне